# SDC San Antonio
La Sociedad Deportiva Cultural San Antonio è stata una società di pallamano maschile spagnola con sede nella città di Pamplona.

## Storia
Fondata nel 1955, vive il suo periodo d'oro a cavallo del nuovo millennio, vincendo due campionati nel 2002 e nel 2005, due Coppe del Re, tre Supercoppe spagnole e in ambito europeo una Champions League nel 2001 (con 2 finali perse), due Coppe delle Coppe e un Champions Trophy. Lega il suo nome allo storico sponsor Cementos Portland, che ne aveva cambiato la denominazione sociale in Portland San Antonio dal 1997 al 2009.
Nel 2012 rinuncia alla partecipazione alla Liga Asobal per problemi finanziari e inizialmente viene relegato in Primera Statal; dopo alcune settimane perde anche il titolo sportivo e non si iscrive ad alcun campionato. Nel 2013 al termine del processo per bancarotta, la società viene definitivamente sciolta.

## Palmares

### Trofei nazionali
- Liga ASOBAL: 2

2001-02, 2004-05
- Coppa del Re: 2

1998-99, 2000-01
- Supercoppa ASOBAL: 3

2002, 2003, 2006

### Trofei internazional
- Champions League: 1

2000-01
- Coppa delle Coppe: 2

1999-00, 2003-04
- Champions Trophy: 1

2000-01